# Ewijk

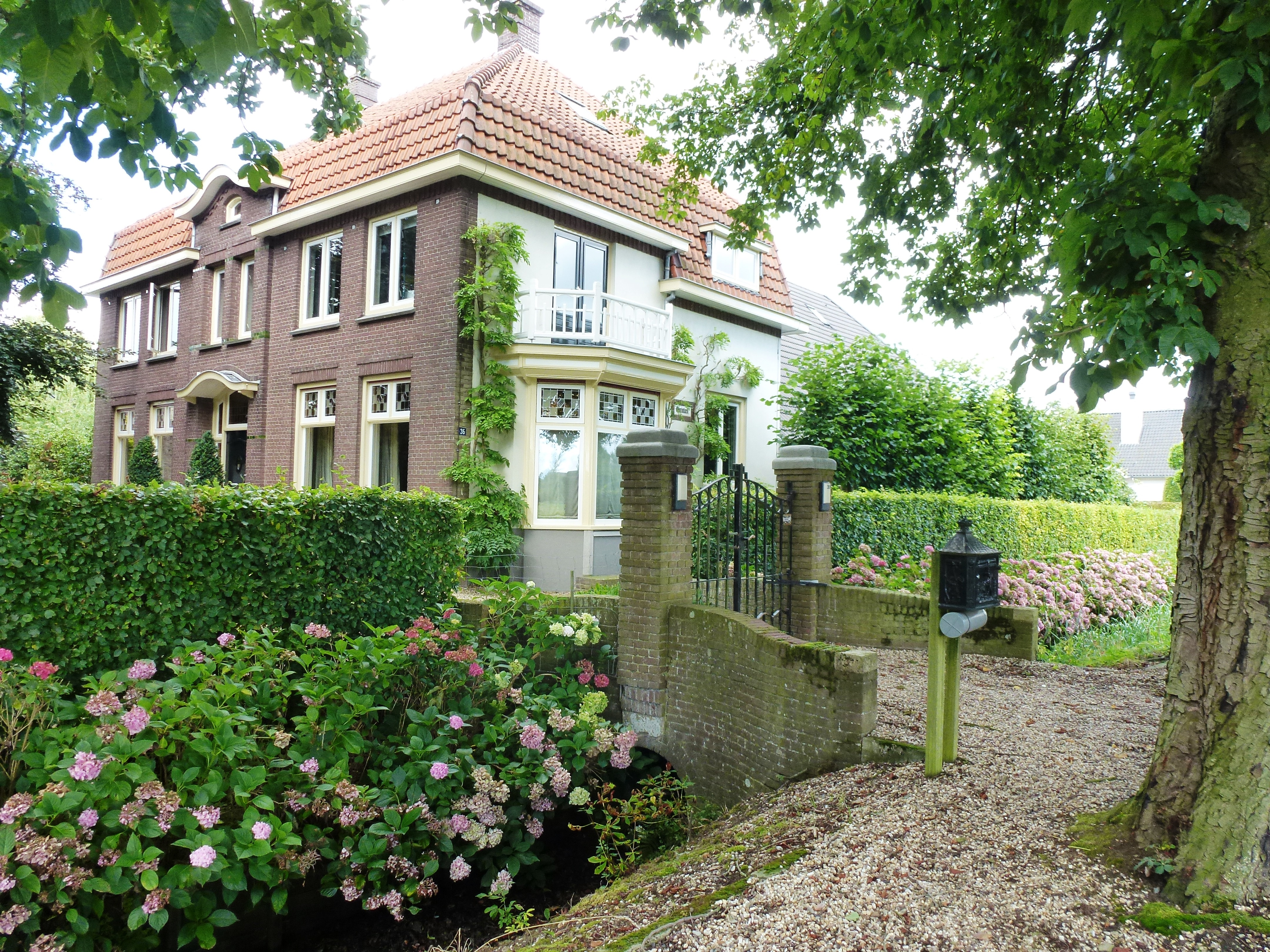
Edificio storico a Ewijk

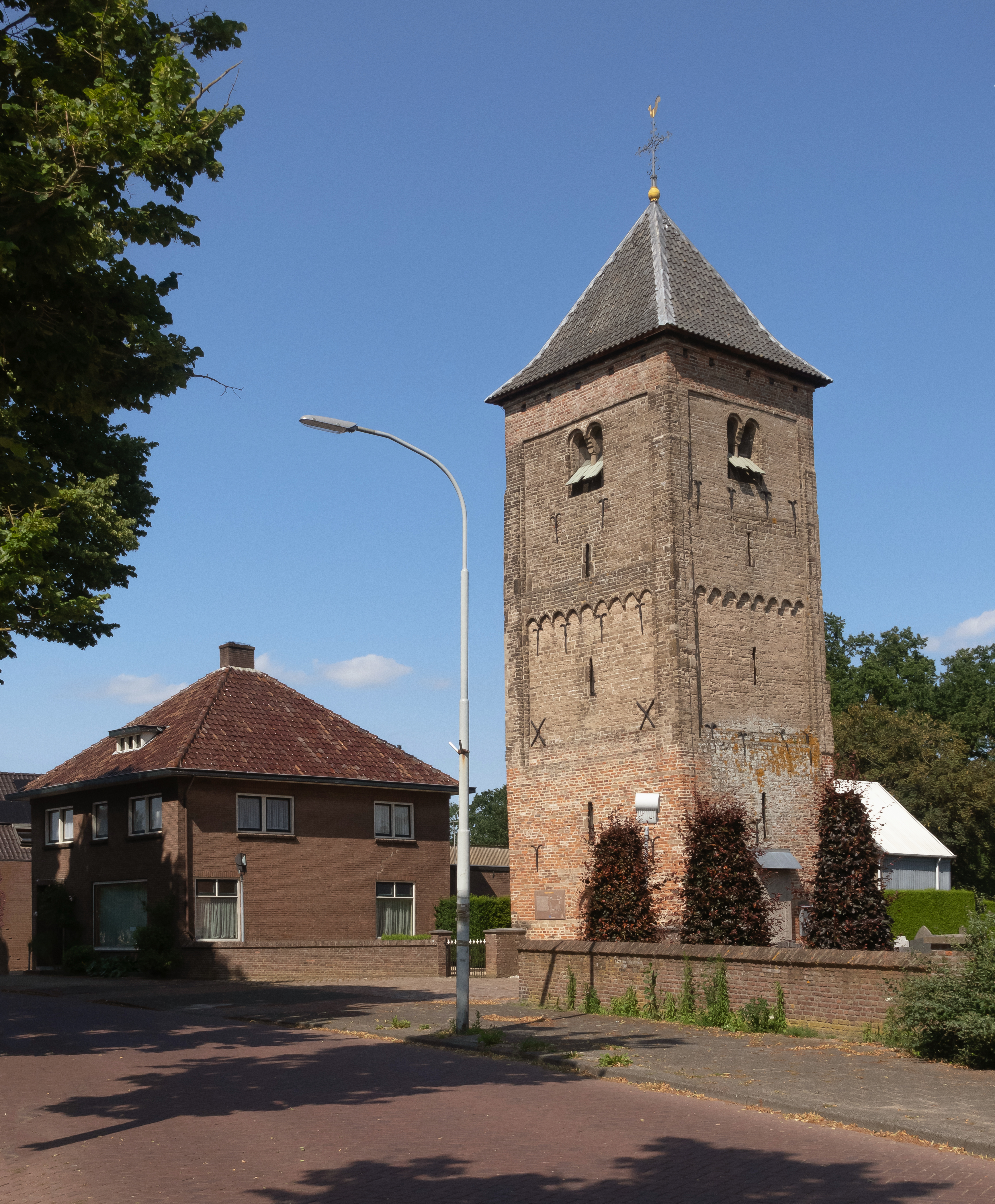
Ewijk: l'Oude Toren, un tempo campanile della vecchia chiesa di San Giovanni Battista

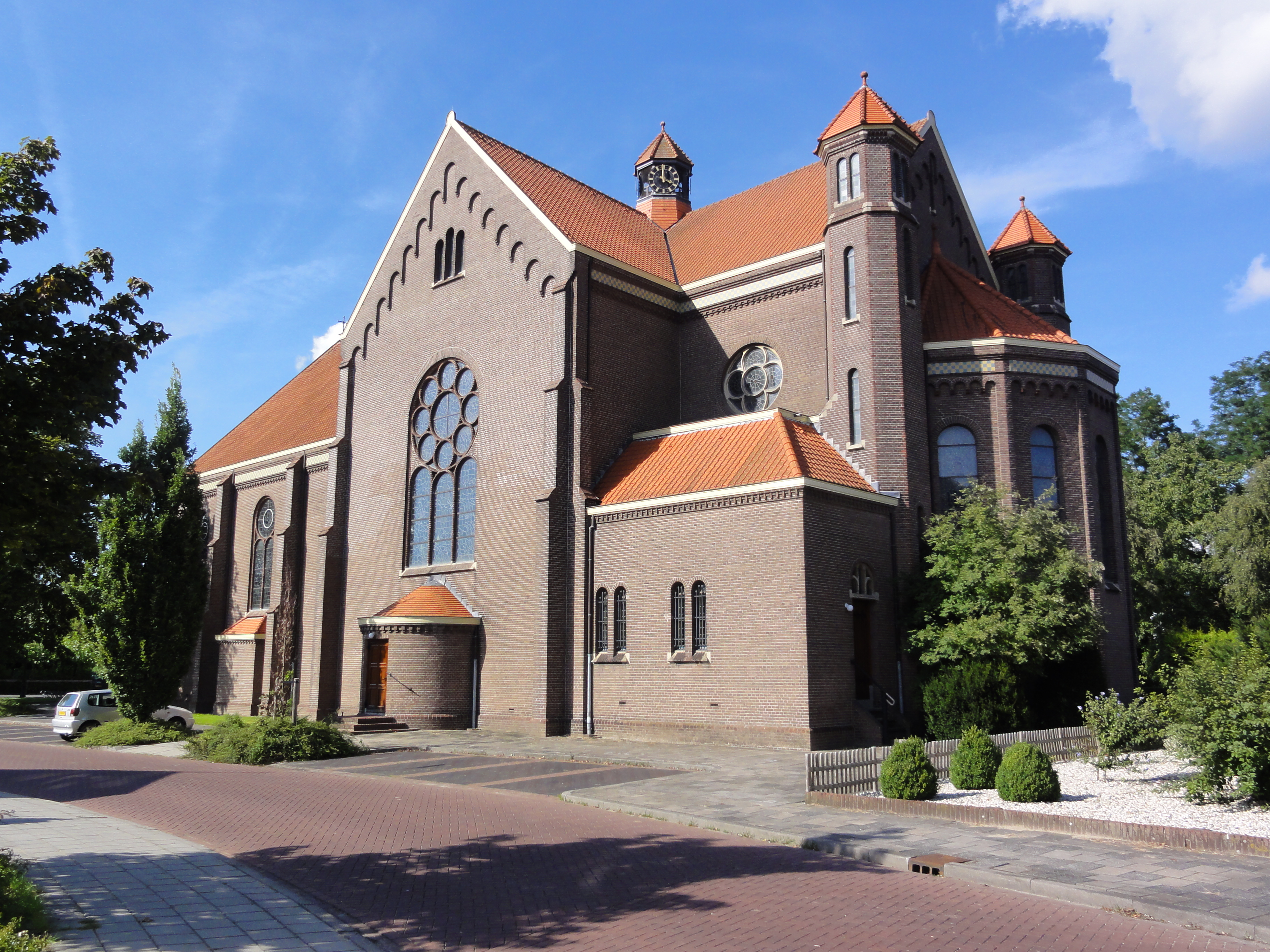
Ewijk: la nuova chiesa di San Giovanni Battista

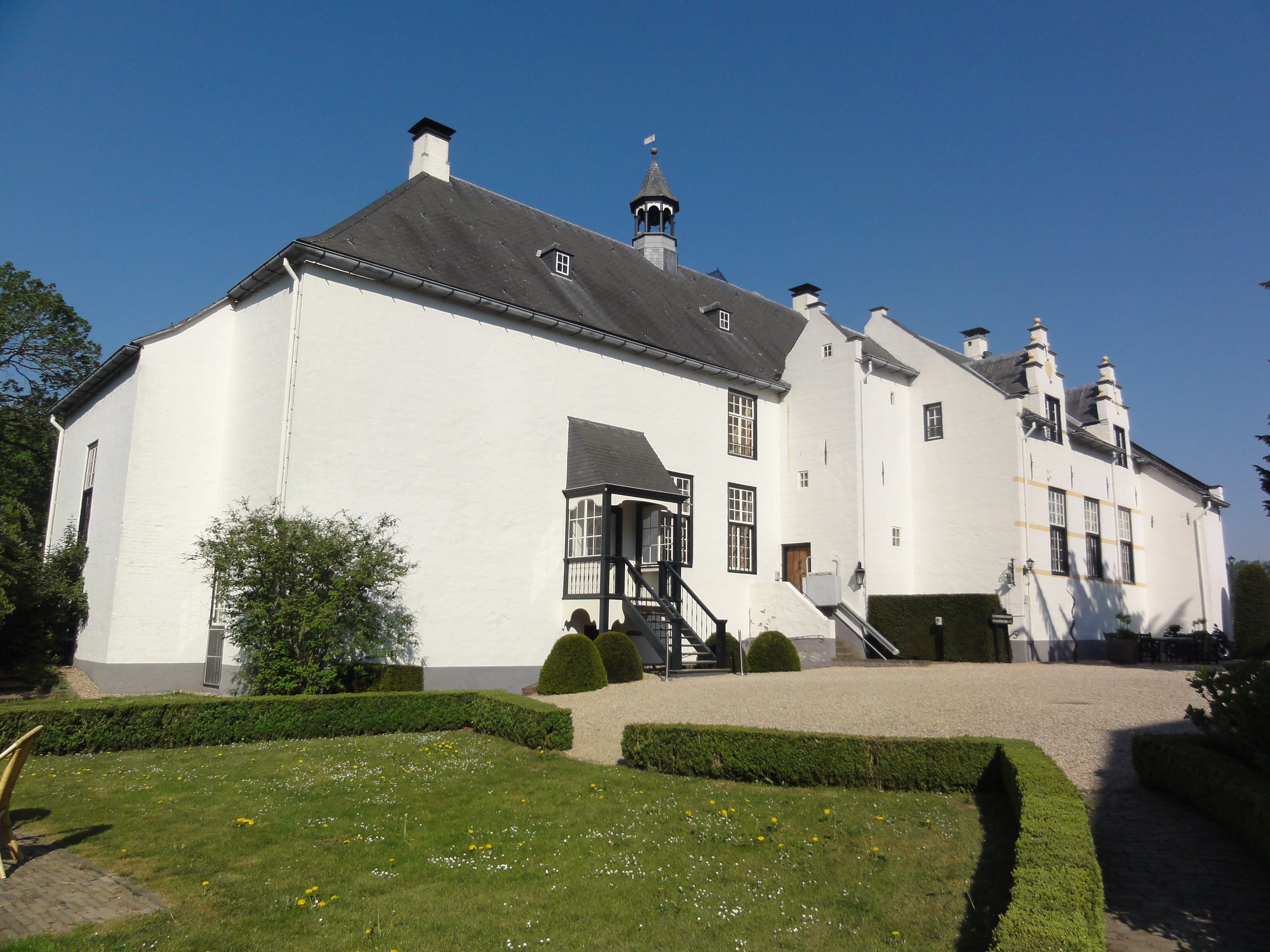
Ewijk: il castello di Doddendael

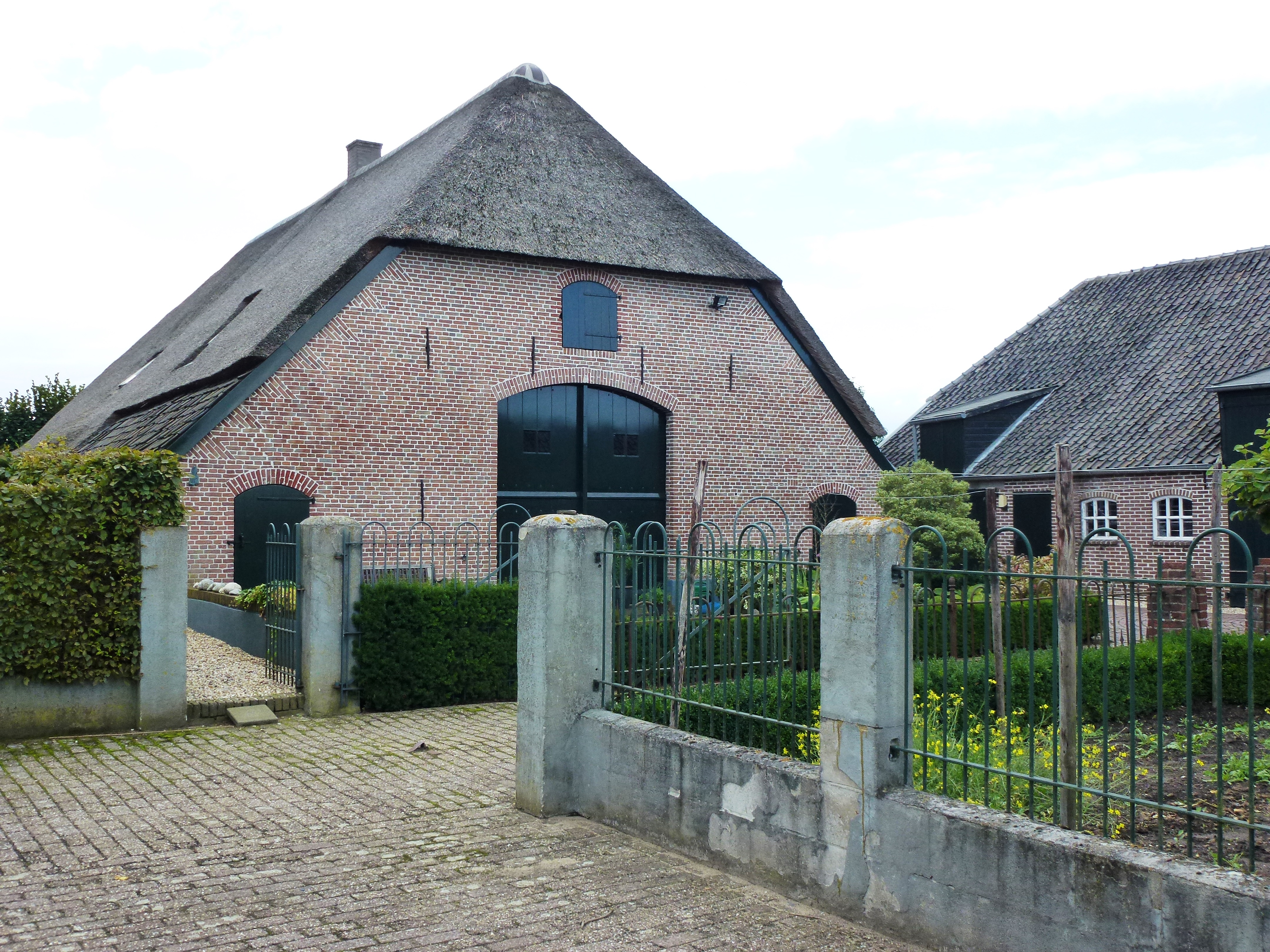
Fattoria a Ewijk

Ewijk è un villaggio (dorp) di circa 4000-4100 abitantii dell'est dei Paesi Bassi, facente parte della provincia della Gheldria (Gelderland) e situato lungo il corso del fiume Waal, nella regione della Rijk van Nijmegen.  Dal punto di vista amministrativo, si tratta di un ex-comune, dal 1980 accorpato alla municipalità di Beuningen.

## Geografia fisica
Ewijk si trova a ovest/nord-ovest di Nimega, tra le località di Beuningen e Winssen (rispettivamente a ovest della prima e a est/sud-est della seconda). Il fiume Waal bagna la parte settentrionale del villaggio, mentre un tratto nord-orientale di Ewijk confina con la località di Beuningen.

## Origini del nome
Il toponimo Ewijk, attestato in questa forma dal 1771 e anticamente come Awich (1088), Einwych (1255), Ewic (1331) e Ewick (1451), deriva dal termine latino auci, che significa "quartiere commerciale sull'acqua".

## Storia

### Dalle origini ai giorni nostri
La località è menzionata per la prima volta (come Awich) nel 1088.
Dal 1387 al 1491, furono signori di Ewijk i componenti della famiglia Van Appeltern, alla quale succedette la famiglia Van Stepraedt, i cui componenti furono signori di Ewijk fino al 1761.
Nel 1771, il villaggio venne menzionato nell'annuncio di un'asta della signoria di Doddendaal, che era di proprietà della famiglia Van Stepraedt, quello della famiglia van Stepraedt e quello del Regno di Nimega.

### Simboli
Lo stemma di Ewijk è composto da quattro diversi stemmi, ovvero quello del villaggio di Winssen, quello della famiglia Van Appeltern (una croce a forma di "x" a scacchi bianchi e rossi), quello della famiglia Van Stepraedt (un leone) e quello della regione di Rijk van Nijmegen (un'aquila).

## Monumenti e luoghi d'interesse
Ewijk vanta 21 edifici classificati come rijksmonument e 21 edifici classificati come gemeentelijk monument.

### Architetture religiose

#### Campanile della Chiesa di S. Giovanni Battista (Juliaanastraat, 5)
Lungo la Juliaanastraat, si trova il campanile (noto anche come Oude Toren, ovvero "torre antica") di quello che era il più antico edificio religioso di Ewijk ovvero la chiesa di San Giovanni Battista, che era stata eretta nel XII secolo e poi ricostruita tra il 1832 e il 1833 e che infine è stata  demolita nel 1918.

#### Chiesa di S. Giovanni Battista (Juliaanastraat, 9)
Sempre lungo la Juliaanastraat, si trova  la nuova chiesa di San Giovanni Battista,  che infine è stata  realizzata nel 1925 su progetto dell'architetto Jos Margry.

### Architetture civili

#### Castello di Doddendael
Altro edificio d'interesse di Ewijk è il castello di Doddendael (Slot Doddendael o Huis Doddendael), che risale al 1330 ca. e che appartenne a varie famiglie, tra cui i Van Stepraedt, signori di Ewijk, e al duca di Gheldria.

## Società

### Evoluzione demografica
Nel 2021, Ewijk contava 4 140 abitanti.
La popolazione al di sotto dei 16 anni era pari a 760 unità, mentre la popolazione dai 740 anni in su era pari a 201 unità.
La località ha conosciuto un progressivo incremento demografico a partire dal 2014, quando contava 3 570 abitanti.

## Cultura
- Down the Rabbit Hole, festival musicale che si tiene in estate dal 2014[12]

## Geografia antropica

### Suddivisioni amministrative
Buurtschappen
- Hoeve